# Adiantum caudatum
Adiantum caudatum är en kantbräkenväxtart som beskrevs av Carolus Linnaeus. Adiantum caudatum ingår i släktet Adiantum och familjen Pteridaceae. Inga underarter finns listade.